# Marcin Kusiński
Marcin Kusiński (ur. 20 kwietnia 1971 w Warszawie) – polski tenisista stołowy, medalista mistrzostw Europy, wielokrotny medalista mistrzostw Polski.

## Sukcesy

### Sukcesy turniejowe

#### Mistrzostwa Europy
Na podstawie.
- 2000 – brązowy medal (drużynowo)
- 1998 – srebrny medal (drużynowo)

#### Mistrzostwa Europy juniorów
Na podstawie.
- 1988 – brązowy medal (gra podwójna w parze z Michałem Dziubańskim)

#### Mistrzostwa Polski
Na podstawie.
- 2007 – złoty medal (gra podwójna)
- 2006 – brązowy medal (gra podwójna)
- 2004 – brązowy medal (gra pojedyncza)
- 2002 – złoty medal (gra pojedyncza)
- 2002 – brązowy medal (gra podwójna)
- 2001 – srebrny medal (gra pojedyncza)
- 2001 – brązowy medal (gra podwójna)
- 2000 – brązowy medal (gra pojedyncza)
- 2000 – brązowy medal (gra podwójna mieszana)
- 1999 – srebrny medal (gra pojedyncza)
- 1998 – brązowy medal (gra podwójna)
- 1998 – brązowy medal (gra podwójna mieszana)
- 1997 – brązowy medal (gra pojedyncza)
- 1997 – brązowy medal (gra podwójna)
- 1996 – brązowy medal (gra pojedyncza)
- 1995 – srebrny medal (gra podwójna)
- 1994 – złoty medal (gra pojedyncza)
- 1994 – brązowy medal (gra podwójna)
- 1993 – brązowy medal (gra podwójna)
- 1993 – srebrny medal (gra podwójna mieszana)

### Sukcesy klubowe
Na podstawie.
- 2006/2007 – klubowe mistrzostwo Polski (jako zawodnik LKS Odra Głoska)
- 2005/2006 – klubowe mistrzostwo Polski (jako zawodnik LKS Odra Głoska)
- 2004/2005 – klubowe mistrzostwo Polski (jako zawodnik LKS Odra Głoska)
- 2003/2004 – klubowe mistrzostwo Polski (jako zawodnik LKS Odra Głoska)

## Życie prywatne
Jest synem wielokrotnego mistrza Polski w tenisie stołowym Janusza Kusińskiego oraz ojcem tenisistki stołowej Klaudii Kusińskiej.